# Mark Coulier
Mark Coulier (* 1964) ist ein britischer Maskenbildner, der seit Beginn seiner Karriere Ende der 1980er Jahre an mehr als 60 Film- und Fernsehproduktionen beteiligt war. Er wurde bei der Oscarverleihung 2012, 2015 und 2024 für seine Arbeit an Die Eiserne Lady, Grand Budapest Hotel und Poor Things mit drei Oscars in der Kategorie Bestes Make-up und Beste Frisuren ausgezeichnet. Diese drei Filme brachten ihm ebenfalls zwei British Academy Film Awards in der Kategorie Beste Maske ein. Er ist zudem Träger zweier Emmys für seine Arbeit bei Merlin (1998) und Arabian Nights – Abenteuer aus 1001 Nacht (2000).

## Leben
Coulier wurde in Leyland, Lancashire geboren und besuchte die Hutton Grammar School sowie die University of Central Lancashire in Preston und die University of the Arts in London. Er begann 1987 als freischaffender Maskenbildner für verschiedene Filmfirmen in London zu arbeiten. Inzwischen leitet er die Firma Coulier Creatures FX in St Albans. Coulier entwarf unter anderem die Maske von Lord Voldemort in den Harry-Potter-Filmen, die Zombie-Armee in World War Z und die Brandnarben von Niki Lauda in Rush – Alles für den Sieg. Seinen ersten Oscar erhielt er für die Maske von Meryl Streep als Margaret Thatcher in Die Eiserne Lady. Neben seiner Tätigkeit als Maskenbildner übernahm Coulier auch einmalig einen Schauspielpart in Star Wars: Episode I – Die dunkle Bedrohung.

## Filmografie (Auswahl)
- 1988: Hellbound – Hellraiser II (Hellbound: Hellraiser II)
- 1988: Reise zurück in der Zeit (Waxwork)
- 1988: Der Biss der Schlangenfrau (The Lair of the White Worm)
- 1990: Cabal – Die Brut der Nacht (Nightbreed)
- 1992: Dr. Frankenstein (Frankenstein, Fernsehfilm)
- 1992: Candyman’s Fluch (Candyman)
- 1992: Hellraiser III
- 1992: Spaceshift (Waxwork II: Lost in Time)
- 1992: Alien 3 (Alien³)
- 1994: Mary Shelley’s Frankenstein
- 1994: Die unendliche Geschichte 3 – Rettung aus Phantásien (The Neverending Story III: Escape from Fantasia)
- 1994: Flintstones – Die Familie Feuerstein (The Flintstones)
- 1995: Der Husar auf dem Dach (Le Hussard sur le toit)
- 1995: Ein Schweinchen namens Babe (Babe)
- 1997: Event Horizon – Am Rande des Universums (Event Horizon)
- 1998: Merlin (Fernseh-Miniserie)
- 1999: Star Wars: Episode I – Die dunkle Bedrohung (Star Wars: Episode I – The Phantom Menace)
- 1999: Die Mumie (The Mummy)
- 2000: Jason und der Kampf um das goldene Vlies (Fernseh-Miniserie)
- 2000: Arabian Nights – Abenteuer aus 1001 Nacht (Arabian Nights, Fernseh-Miniserie)
- 2000: The Beach
- 2000: Hellraiser V – Inferno
- 2001: Harry Potter und der Stein der Weisen (Harry Potter and the Philosopher’s Stone)
- 2001: Die Mumie kehrt zurück (The Mummy Returns)
- 2001: Another Life
- 2002: Star Wars: Episode II – Angriff der Klonkrieger (Star Wars: Episode II – Attack of the Clones)
- 2002: Stig of the Dump (Fernsehserie)
- 2002: Harry Potter und die Kammer des Schreckens (Harry Potter and the Chamber of Secrets)
- 2003: Die Liga der außergewöhnlichen Gentlemen (The League of Extraordinary Gentlemen)
- 2003: Three Blind Mice – Mord im Netz (3 Blind Mice)
- 2003: Children of Dune (Fernseh-Miniserie)
- 2003: Little Britain (Fernsehserie)
- 2004: Alien vs. Predator (special makeup effects crew)
- 2004: Harry Potter und der Gefangene von Askaban (Harry Potter and the Prisoner of Azkaban)
- 2005: Harry Potter und der Feuerkelch (Harry Potter and the Goblet of Fire)
- 2007: Harry Potter und der Orden des Phönix (Harry Potter and the Order of the Phoenix)
- 2007: Sunshine
- 2008–2011: Merlin – Die neuen Abenteuer (Merlin, Fernsehserie)
- 2009: The Scouting Book for Boys
- 2009: Harry Potter und der Halbblutprinz (Harry Potter and the Half-Blood Prince)
- 2009: Demons (Fernseh-Miniserie)
- 2010–2011: Come Fly with Me (Fernsehserie)
- 2010: Harry Potter und die Heiligtümer des Todes – Teil 1 (Harry Potter and the Deathly Hallows – Part 1)
- 2011: Die Eiserne Lady (The Iron Lady)
- 2011: Harry Potter und die Heiligtümer des Todes – Teil 2 (Harry Potter and the Deathly Hallows – Part 2)
- 2011: X-Men: Erste Entscheidung (X-Men: First Class)
- 2011: Coriolanus
- 2013: Saramandaia (Fernseh-Miniserie)
- 2013: Mandela – Der lange Weg zur Freiheit (Mandela: Long Walk to Freedom)
- 2013: Rush – Alles für den Sieg (Rush)
- 2013: Confine
- 2013: World War Z
- 2014: Dracula Untold
- 2014: EastEnders (Fernsehserie)
- 2014: Grand Budapest Hotel (The Grand Budapest Hotel)
- 2014: The Letters
- 2015: Im Herzen der See (In the Heart of the Sea)
- 2015: James Bond 007: Spectre (Spectre)
- 2015: The Legend of Barney Thomson
- 2022: Elvis

## Auszeichnungen (Auswahl)
- 1998: Emmy für Merlin (zusammen mit Aileen Seaton)[4]
- 2000: Emmy für Arabian Nights – Abenteuer aus 1001 Nacht (zusammen mit Diane Chenery-Wickens, Duncan Jarman, Darren Phillips und Annie Spiers)[5]
- 2012: Oscar in der Kategorie bestes Make-up und beste Frisuren für Die Eiserne Lady (zusammen mit J. Roy Helland)[6]
- 2012: British Academy Film Award in der Kategorie Beste Maske für Die Eiserne Lady (zusammen mit J. Roy Helland und Marese Langan)[7]
- 2015: Oscar in der Kategorie bestes Make-up und beste Frisuren für Grand Budapest Hotel (zusammen mit Frances Hannon)[8]
- 2015: British Academy Film Award in der Kategorie Beste Maske für Grand Budapest Hotel (zusammen mit Frances Hannon)[9]
- 2024: British Academy Film Award in der Kategorie Bestes Make-up und beste Frisuren für Poor Things (zusammen mit Nadia Stacey und Josh Weston)
- 2024: Oscar in der Kategorie Bestes Make-up und beste Frisuren für Poor Things (zusammen mit Nadia Stacey und Josh Weston)